# Piper subrugosum
Piper subrugosum är en pepparväxtart som beskrevs av Truman George Yuncker. Piper subrugosum ingår i släktet Piper och familjen pepparväxter. Inga underarter finns listade i Catalogue of Life.